# Jordan Smith (football)
Jordan Clifford Smith, né le 8 décembre 1994 à South Normanton, est un footballeur anglais qui évolue au poste de gardien de but.

## Biographie

### Nottingham Forest (2001-2023)
Le 11 février 2017, il fait ses débuts en faveur de Nottingham Forest, lors d'un match contre Norwich City. En mars 2022, il prolonge son contrat jusqu'à la fin de la saison 2022-2023. En juin 2023, le club annonce qu'il quittera le club durant l'été, après avoir passé vingt ans au sein du club.

#### Prêt à Barnsley FC (2018)
Le 16 novembre 2018, il est prêté au Barnsley FC.

#### Prêt à Mansfield Town (2019)
Le 10 janvier 2019, il est prêté à Mansfield Town jusqu'à la fin de la saison.

#### Prêt à Huddersfield Town (2023)
Le 1er février 2023, il est prêté à Huddersfield Town.

### Stockport County (2023-2024)
Le 13 juillet 2023, il rejoint Stockport County où il signé un contrat d'une année. Le joueur quitte le club après la fin de son contrat.

### Hibernian FC (depuis 2024)
En juillet 2024, il signe un contrat de deux ans, jusqu'en 2026 au Hibernian FC.
Le 8 mars 2025, il signe un nouveau contrat et est prolongé jusqu'à l'été 2028.